# 8827 Kollwitz
8827 Kollwitz este un asteroid din centura principală de asteroizi.

## Descriere
8827 Kollwitz este un asteroid din centura principală de asteroizi. A fost descoperit pe 13 august 1988 la Tautenburg de Freimut Börngen. El prezintă o orbită caracterizată de o semiaxă mare de 2,31 ua, o excentricitate de 0,15 și o înclinație de 5,3° în raport cu ecliptica.